# Anton Uthemann
Anton Uthemann (ur. 12 kwietnia 1862 w Monschau, zm. 9 lipca 1935 w Bad Lauterberg im Harz) – górnik z wykształcenia, niemiecki tajny radca górniczy, generalny dyrektor koncernu Georg von Giesches Erben, jeden z budowniczych Giszowca i Nikiszowca (obecnie dzielnice Katowic).

## Życiorys
Pochodził z niemieckiej rodziny przemysłowców, osiadłej na pograniczu Belgii i Francji (ojciec studiował budownictwo). Ukończył Friedrichsgymnasium w Kassel (zdał tam maturę w 1881), studiował w Berlinie i Monachium. Pracował w Głównym Urzędzie Górniczym we Wrocławiu (w 1885 zdał w nim egzamin referenderski), kopalniach w carskiej Rosji i Niemczech oraz w kopalniach na niemieckim Śląsku: „Heinitz” (obecnie Kopalnia Węgla Kamiennego Rozbark) i „Kleofas”. Stanowisko generalnego dyrektora koncernu Georg von Giesches Erben do spraw kopalń i hut na Górnym Śląsku objął w 1905 po Friedrichu Bernhardim, funkcję tę pełnił do 1913. W 1905 zlecił braciom stryjecznym (kuzynom) Georgowi i Emilowi Zillmannom przygotowanie projektu budowy miasta-ogrodu, wzorowanego na dawnych śląskich zagrodach wiejskich (późniejszy Giszowiec). Dzięki niemu wzniesiono też szyby Carmer i Nikisch oraz osiedle robotnicze Nikiszowiec.
W 1910 została wybudowana willa dla dyrektora kopalni „Giesche” w Giszowcu, popularnie do dziś nazywana willą Uthemanna lub willą Brachta. Jednak Uthemann w willi nigdy nie mieszkał, gdyż był dyrektorem całej spółki, a nie jedynie kopalni. Zamieszkiwał w Załężu, w pałacyku przy obecnej ul. Gliwickiej 159. W giszowieckiej willi mieszkał ówczesny dyrektor kopalni „Giesche” – Carl Besser.
Uthemann w 1913 ustąpił ze stanowiska dyrektora generalnego spółki na rzecz Carla Bessera.
Mimo że był niepełnosprawny, gdyż jedną nogę miał krótszą (nie wiadomo jak okulał, ale był inwalidą już w młodości), uprawiał sport i myślistwo. Był żonaty, jego żona miała na imię Clara. W 1919 osiadł na stałe w Bad Lauterberg im Harz, gdzie zmarł w 1935 w wieku siedemdziesięciu trzech lat.

## Upamiętnienie
Jego imieniem nazwano hutę cynku, obecną Hutę Metali Nieżelaznych Szopienice na terenie dzisiejszych Katowic. W 2006 w giszowieckim domu kultury zostało odsłonięte jego rzeźbione popiersie autorstwa Bogumiła Burzyńskiego. Na cokole znajduje się napis: Anton Uthemann 1862−1935, budowniczy osiedli górniczych Giszowiec i Nikiszowiec. 23 czerwca 2006. W rocznicę stulecia Giszowca − miasto Katowice.
W 2010 nazwę Buk Anton nadano bukowi, rosnącemu na terenie pl. Pod Lipami w Giszowcu.
W 2014 Rada Miasta Katowice terenowi zielonemu w Szopienicach przy ul. Wiosny Ludów nadała nazwę Park Antona Uthemanna.